# Anna Galiena
 (octobre 2024).
Si vous disposez d'ouvrages ou d'articles de référence ou si vous connaissez des sites web de qualité traitant du thème abordé ici, merci de compléter l'article en donnant les références utiles à sa vérifiabilité et en les liant à la section « Notes et références ».
Anna Galiena est une actrice italienne, née à Rome le 22 décembre 1949.

## Biographie
Dans la deuxième partie des années 1960, Anna Galiena part étudier le théâtre à New York, où en 1978 elle débute en Juliette dans Roméo et Juliette. En 1980, elle interprète Nina dans La Mouette de Tchekhov et entre à l'Actors Studio d'Elia Kazan.
En 1984, elle interprète Natacha dans Les Trois Sœurs de Tchekhov. Au cours des années suivantes, sa carrière se développe au théâtre et au cinéma en Italie, en Espagne, en France, et aux États-Unis.
En plus de sa langue maternelle, l'italien, Anna Galiena est en mesure de tourner en anglais et français.
En 1987, elle joue au côté de Lou Castel, dans le premier long métrage de Fulvio Wetzl, Rorret. En 1990, elle joue aux côtés de Francesco Nuti dans le film de ce dernier, Willy Signori e vengo da lontano, le rôle de la fiancée du protagoniste.
En France, elle obtient la reconnaissance du public et de la profession pour son rôle en 1990 dans Le Mari de la coiffeuse de Patrice Leconte où elle tient le rôle de la coiffeuse Mathilde auprès de Jean Rochefort qui est son mari.
Durant les années 1990, elle joue pour des réalisateurs italiens (La Grande Citrouille de Francesca Archibugi, Senza pelle d'Alessandro D'Alatri, La scuola de Daniele Luchetti et Come te nessuno de Gabriele Muccino) mais aussi à l'international : Jours tranquilles à Clichy de Claude Chabrol, Jambon, Jambon de Bigas Luna, Trois Vies et une seule mort de Raúl Ruiz.
En 2002, elle interprète le rôle principal de Livia Mazzoni dans le film de Tinto Brass Senso '45.
Elle est membre du jury de la Berlinale 2003.
En  2011, elle joue dans Il console italiano d'Antonio Falduto; en 2013 dans Stai lontana da me d'Alessio Maria Federici.
En 2016, elle interprète le rôle de Luciana Brogi Morelli dans le film de Paolo Virzi Folles de joie, aux côtés de Valeria Bruni Tedeschi et Marisa Boroni.
En 2017 elle participe au programme Ballando con le stelle 12 : elle est éliminée provisoirement lors de la troisième semaine, et définitivement lors de la huitième.
En 2022, elle est présidente du jury de la cinquième édition du Festival Films courts de Dinan qui rend hommage à Jean Rochefort.

## Filmographie

### Cinéma
- 1981 : Et mon cul, c'est du poulet ? de Francesco Massaro
- 1985 : Où est passée Jessica de Carlo Vanzina
- 1986 : Puro cashmere de Biagio Proietti
- 1986 : Laggiù nella giungla de Stefano Reali
- 1986 : Italian fast food de Lodovico Gasparini
- 1986 : La vita di scorta de Piero Vida
- 1987 : Caramelle da uno sconosciuto de Franco Ferrini
- 1987 : Adieu Moscou de Mauro Bolognini
- 1987 : Hotel Colonial de Cinzia TH Torrini
- 1987 : L'estate sta finendo de Bruno Cortini
- 1988 : Rorret de Fulvio Wetzl
- 1988 : La Travestie d'Yves Boisset
- 1990 : Willy signori e vengo da lontano de Francesco Nuti
- 1990 : Jours tranquilles à Clichy de Claude Chabrol
- 1990 : Le Mari de la coiffeuse de Patrice Leconte
- 1991 : La viuda del capitán Estrada de José Luis Cuerda
- 1992 : Jambon, Jambon (Jambon, jambon) de Bigas Luna
- 1992 : Vieille Canaille de Gérard Jourd'hui
- 1992 : L'Atlantide de Bob Swaim
- 1993 : La Grande Citrouille (Il Grande cocomero) de Francesca Archibugi
- 1993 : L'Écrivain public de Jean-François Amiguet
- 1994 :  Mario et le Magicien de Klaus Maria Brandauer
- 1994 : Les Mille et Une Vies d'Hector (Being Human) de Bill Forsyth
- 1994 : Senza pelle d'Alessandro D'Alatri
- 1995 : Una coppia distratta de Sandra Monteleoni
- 1995 : La scuola de Daniele Luchetti
- 1996 : Cuestión de suerte de Rafael Moleón
- 1996 : Cervellini fritti impanati de Maurizio Zaccaro
- 1996 : Les Caprices d'un fleuve de Bernard Giraudeau
- 1996 : Trois Vies et une seule mort de Raoul Ruiz
- 1996 : Remake, Rome ville ouverte (Celluloide) de Carlo Lizzani
- 1996 : The Leading Man de John Duigan
- 1996 : Tre de Christian De Sica
- 1997 : La pistola de mi hermano de Ray Loriga
- 1998 : Préférence de Grégoire Delacourt
- 1999 : Comme toi... de Gabriele Muccino
- 1999 : The Venice Project de Robert Dornhelm
- 1999 : Amor nello specchio de Salvatore Maira
- 1999 : Excellent Cadavers de Ricky Tognazzi
- 2000 : Bibo per sempre de Enrico Coletti
- 2001 : Off Key de Manuel Gómez Pereira
- 2002 : Obilazak court métrage de Deborah Young
- 2002 : Senso '45 de Tinto Brass
- 2002 : Vivancos 3 d'Albert Saguer
- 2002 : Oltre il confine de Rolando Colla
- 2002 : Lilly's Story de Robert Manthoulis
- 2003 : The Tulse Luper Suitcases, Part 1: The Moab Story de Peter Greenaway
- 2003 : The Tulse Luper Suitcases, Part 3: From Sark to the Finish de Peter Greenaway
- 2004 : Maria si de Piero Livi
- 2004 : The Tulse Luper Suitcases, Part 2: Vaux to the Sea de Peter Greenaway
- 2004 : Guardiani delle nuvole de Luciano Odorisio
- 2005 : Les Parrains de Frédéric Forestier
- 2006 : Guido che sfidò le Brigate Rosse de Giuseppe Ferrara
- 2006 : Amore e libertà - Masaniello d'Angelo Antonucci
- 2006 : Lezioni di volo de Francesca Archibugi
- 2006 : Un amore su misura de Renato Pozzetto
- 2006 : Fade to Black d'Oliver Parker
- 2008 : Le Piquant de la vie (Mejor que nunca) de Dolores Payas : Clotilde
- 2009 : Ultimatum d'Alain Tasma
- 2014 : Avis de mistral de Roselyne Bosch
- 2016 : Folles de joie (La pazza gioia) de Paolo Virzì
- 2023 : Felicità de Micaela Ramazzotti

### Télévision
- 1987 in Série Noire : La Fée carabine d'Yves Boisset
- 1988 : L'Argent de Jacques Rouffio
- 2005 La Tête haute de Gérard Jourd'hui

## Distinctions
- Nastri d'argento 1994 - Meilleure actrice pour Senza pelle d'Alessandro Alatri